# 5.ª etapa da Volta a Espanha de 2019
A 5.ª etapa da Volta a Espanha de 2019 teve lugar a 28 de agosto de 2019 entre La Eliana e o Observatório Astrofísico de Javalambre sobre um percurso de 170,7 km e foi vencida em solitário pelo espanhol Ángel Madrazo da Burgos-BH. O colombiano Miguel Ángel López da Astana se converteu no novo portador do maillot vermelho de líder.

## Classificação da etapa
| \| Classificação por etapas \| Classificação por etapas \| Classificação por etapas \| Classificação por etapas \| Classificação por etapas \| \| Ciclista \| Ciclista \| Equipe \| Tempo \| \| \| ------------------------ \| ------------------------ \| -------------------------- \| ------------------------ \| ------------------------ \| \| 1. \| Ángel Madrazo \| Burgos-BH \| 4h58m31s \| \| \| 2. \| Jetse Bol \| Burgos-BH \| + 10s \| \| \| 3. \| José Herrada \| Cofidis, Solutions Crédits \| + 22s \| \| \| 4. \| Miguel Ángel López \| Astana \| + 47s \| \| \| 5. \| Alejandro Valverde \| Movistar Team \| + 59s \| \| \| 6. \| Primož Roglič \| Team Jumbo-Visma \| + 59s \| \| \| 7. \| Tadej Pogačar \| UAE Team Emirates \| + 1m29s \| \| \| 8. \| Nairo Quintana \| Movistar Team \| + 1m41s \| \| \| 9. \| Sepp Kuss \| Team Jumbo-Visma \| + 1m41s \| \| \| 10. \| Esteban Chaves \| Mitchelton-Scott \| + 1m46s \| \| |                    |                            |          |
| |                    |                            |          |
| Fonte: ProCyclingStats |                    |                            |          |
| Classificação por etapas |                    |                            |          |
| Ciclista | Ciclista           | Equipe                     | Tempo    |
| 1. | Ángel Madrazo      | Burgos-BH                  | 4h58m31s |
| 2. | Jetse Bol          | Burgos-BH                  | + 10s    |
| 3. | José Herrada       | Cofidis, Solutions Crédits | + 22s    |
| 4. | Miguel Ángel López | Astana                     | + 47s    |
| 5. | Alejandro Valverde | Movistar Team              | + 59s    |
| 6. | Primož Roglič      | Team Jumbo-Visma           | + 59s    |
| 7. | Tadej Pogačar      | UAE Team Emirates          | + 1m29s  |
| 8. | Nairo Quintana     | Movistar Team              | + 1m41s  |
| 9. | Sepp Kuss          | Team Jumbo-Visma           | + 1m41s  |
| 10. | Esteban Chaves     | Mitchelton-Scott           | + 1m46s  |

## Classificações ao final da etapa

### Classificação geral
| \| Classificação geral \| Classificação geral \| Classificação geral \| Classificação geral \| Classificação geral \| \| Ciclista \| Ciclista \| Equipe \| Tempo \| \| \| ------------------- \| ------------------- \| ------------------- \| ------------------- \| ------------------- \| \| 1. \| Miguel Ángel López \| Astana \| 18h55m21s \| \| \| 2. \| Primož Roglič \| Team Jumbo-Visma \| + 14s \| \| \| 3. \| Nairo Quintana \| Movistar Team \| + 23s \| \| \| 4. \| Alejandro Valverde \| Movistar Team \| + 28s \| \| \| 5. \| Nicolas Roche \| Team Sunweb \| + 57s \| \| \| 6. \| Rigoberto Urán \| EF Education First \| + 59s \| \| \| 7. \| Esteban Chaves \| Mitchelton-Scott \| + 1m17s \| \| \| 8. \| Rafał Majka \| Bora-Hansgrohe \| + 1m18s \| \| \| 9. \| Tadej Pogačar \| UAE Team Emirates \| + 1m49s \| \| \| 10. \| Wilco Kelderman \| Team Sunweb \| + 1m50s \| \| |                    |                    |           |
| |                    |                    |           |
| Fonte: ProCyclingStats |                    |                    |           |
| Classificação geral |                    |                    |           |
| Ciclista | Ciclista           | Equipe             | Tempo     |
| 1. | Miguel Ángel López | Astana             | 18h55m21s |
| 2. | Primož Roglič      | Team Jumbo-Visma   | + 14s     |
| 3. | Nairo Quintana     | Movistar Team      | + 23s     |
| 4. | Alejandro Valverde | Movistar Team      | + 28s     |
| 5. | Nicolas Roche      | Team Sunweb        | + 57s     |
| 6. | Rigoberto Urán     | EF Education First | + 59s     |
| 7. | Esteban Chaves     | Mitchelton-Scott   | + 1m17s   |
| 8. | Rafał Majka        | Bora-Hansgrohe     | + 1m18s   |
| 9. | Tadej Pogačar      | UAE Team Emirates  | + 1m49s   |
| 10. | Wilco Kelderman    | Team Sunweb        | + 1m50s   |

### Classificação por pontos
| Classificação por pontos | Classificação por pontos | Classificação por pontos | Classificação por pontos | Classificação por pontos |
| Ciclista                 | Ciclista                 | Equipe                   | Pontos                   |                          |
| ------------------------ | ------------------------ | ------------------------ | ------------------------ | ------------------------ |
| 1.                       | Sam Bennett              | Bora-Hansgrohe           | 45 pts                   |                          |
| 2.                       | Fabio Jakobsen           | Deceuninck-Quick Step    | 34 pts                   |                          |
| 3.                       | Nairo Quintana           | Movistar Team            | 33 pts                   |                          |
| 4.                       | Primož Roglič            | Team Jumbo-Visma         | 28 pts                   |                          |
| 5.                       | Ángel Madrazo            | Burgos-BH                | 26 pts                   |                          |
| 6.                       | Luka Mezgec              | Mitchelton-Scott         | 25 pts                   |                          |
| 7.                       | Jetse Bol                | Burgos-BH                | 24 pts                   |                          |
| 8.                       | Nicolas Roche            | Team Sunweb              | 22 pts                   |                          |
| 9.                       | Edward Theuns            | Trek-Segafredo           | 22 pts                   |                          |
| 10.                      | Jon Aberasturi           | Caja Rural-Seguros RGA   | 22 pts                   |                          |

### Classificação da montanha
| Classificação da montanha | Classificação da montanha | Classificação da montanha  | Classificação da montanha | Classificação da montanha |
| Ciclista                  | Ciclista                  | Equipe                     | Pontos                    |                           |
| ------------------------- | ------------------------- | -------------------------- | ------------------------- | ------------------------- |
| 1.                        | Ángel Madrazo             | Burgos-BH                  | 33 pts                    |                           |
| 2.                        | Jetse Bol                 | Burgos-BH                  | 11 pts                    |                           |
| 3.                        | Alejandro Valverde        | Movistar Team              | 6 pts                     |                           |
| 4.                        | José Herrada              | Cofidis, Solutions Crédits | 6 pts                     |                           |
| 5.                        | Sander Armée              | Lotto-Soudal               | 4 pts                     |                           |
| 6.                        | Jelle Wallays             | Lotto-Soudal               | 3 pts                     |                           |
| 7.                        | Pierre Latour             | AG2R La Mondiale           | 3 pts                     |                           |
| 8.                        | Jonathan Lastra           | Caja Rural-Seguros RGA     | 3 pts                     |                           |
| 9.                        | Miguel Ángel López        | Astana                     | 2 pts                     |                           |
| 10.                       | Ruben Guerreiro           | Katusha-Alpecin            | 2 pts                     |                           |

### Classificação da combinada
| Classificação de combinados | Classificação de combinados | Classificação de combinados | Classificação de combinados | Classificação de combinados |
| Ciclista                    | Ciclista                    | Equipe                      | Pontos                      |                             |
| --------------------------- | --------------------------- | --------------------------- | --------------------------- | --------------------------- |

### Classificação dos jovens
| Classificação dos jovens | Classificação dos jovens     | Classificação dos jovens      | Classificação dos jovens | Classificação dos jovens |
| Ciclista                 | Ciclista                     | Equipe                        | Tempo                    |                          |
| ------------------------ | ---------------------------- | ----------------------------- | ------------------------ | ------------------------ |
| 1.                       | Miguel Ángel López           | Astana                        | 18h55m21s                |                          |
| 2.                       | Tadej Pogačar                | UAE Team Emirates             | + 1m49s                  |                          |
| 3.                       | Sergio Higuita               | EF Education First            | + 2m40s                  |                          |
| 4.                       | Ruben Guerreiro              | Katusha-Alpecin               | + 3m18s                  |                          |
| 5.                       | Óscar Rodríguez Garaicoechea | Euskadi Basque Country-Murias | + 3m31s                  |                          |
| 6.                       | Daniel Felipe Martínez       | EF Education First            | + 3m49s                  |                          |
| 7.                       | Cristián Rodríguez           | Caja Rural-Seguros RGA        | + 4m28s                  |                          |
| 8.                       | James Knox                   | Deceuninck-Quick Step         | + 5m08s                  |                          |
| 9.                       | Mark Padun                   | Bahrain-Merida                | + 5m36s                  |                          |
| 10.                      | Hugh Carthy                  | EF Education First            | + 5m43s                  |                          |

### Classificação por equipas
| Classificação por equipes | Classificação por equipes | Classificação por equipes | Classificação por equipes |
| Equipe                    | Equipe                    | Tempo                     |                           |
| ------------------------- | ------------------------- | ------------------------- | ------------------------- |
| 1.                        | Movistar Team             | 56h19m51s                 |                           |
| 2.                        | Team Jumbo-Visma          | + 39s                     |                           |
| 3.                        | EF Education First        | + 3m47s                   |                           |
| 4.                        | Team Sunweb               | + 4m24s                   |                           |
| 5.                        | Astana                    | + 7m26s                   |                           |
| 6.                        | Mitchelton-Scott          | + 9m00s                   |                           |
| 7.                        | UAE Team Emirates         | + 9m10s                   |                           |
| 8.                        | AG2R La Mondiale          | + 9m43s                   |                           |
| 9.                        | Bahrain-Merida            | + 10m36s                  |                           |
| 10.                       | Dimension Data            | + 11m42s                  |                           |

## Abandonos
- Gregor Mühlberger, com problemas de saúde, abandonou durante a etapa.[2]